# Johan Erik Lundblad
Johan Erik Lundblad, artillerist vid Svea artilleriregemente och plåtslagare, född 25 maj 1790 i Enköping avrättades genom halshuggning den 15 mars 1828 vid Skanstulls avrättningsplats i Stockholm. Han var dömd till döden för att den 6 augusti 1827 ha  dräpt sin hyresvärd Anders Holmqwist. Han var förlovad med fabriksarbeterskan Johanna Elisabeth Dorff och hade en dotter, Johanna Gustava, tillsammans med henne. Dottern var 7 år fyllda vid faderns avrättning och han hade under sin tid i fängelset ombesörjt att dottern och fästmön skulle få vad dem tillkom som om föräldrarna varit gifta. Någon formell vigsel tilläts dock inte av myndigheterna.
Lundblad var son till tullvaktmästare Johan Erik Lundblad i Enköping och hade genom faderns försorg fått anställning som plåtslagarlärling i Stockholm 1806. Han fullgjorde lärlingstiden och fick sedan anställning vid militären som förstärkningskarl år 1812. Under åren 1813–1814 var han med krigsmakten i Norge. När han återvände till Sverige tog han åter upp sitt hantverk och avlade godkänt gesällprov 1815. Två år senare återgick han i tjänst hos försvaret och arbetade där tills han i juni månad 1827 hos underofficeraren Anders Holmqwist på Kungsholmen fick hyra lokal och bostad för att där öppna ett eget plåtslageri. En månad senare hade han under handgemäng med Holmqwist brusat upp så att han i ursinne slagit sin vedyxa i dennes huvud så illa att han avled.
Ett skillingtryck utgavs med den dömdes berättelse om brottet och hans "Döds-Sång".